# Johannes Blaskowitz
Johannes Blaskowitz (10 de julho de 1883 - 5 de fevereiro de 1948) foi um oficial alemão que serviu durante a Segunda Guerra Mundial. Foi condecorado com a Cruz de Cavaleiro da Cruz de Ferro.
Blaskowitz liderou o 8º Exército durante a invasão da Polônia e foi o Comandante-Chefe da Polônia ocupada de 1939 a 1940; escreveu vários memorandos para o Alto Comando Alemão protestando contra as atrocidades das SS e distribuiu sentenças de morte a membros das SS por crimes contra a população civil. Ele foi demitido, mas voltou a ser nomeado mais tarde. Ele comandou o Grupo G do Exército durante a invasão Aliada do sul da França e a Operação Nordwind, a última grande ofensiva alemã da Segunda Guerra Mundial na Frente Ocidental.
Após a guerra, foi acusado de crimes de guerra no julgamento de Nuremberga e aparentemente cometeu suicídio em 5 de Fevereiro de 1948;  porém, foi absolvido postumamente de todas as acusações.

## Condecorações
| Cruz de Ferro 2ª Classe            |
| Cruz de Ferro 1ª Classe            |
| Espadas nº 146 25 de abril de 1945 |